# Stephen van Haestregt
Stephen van Haestregt (Westdorpe, Países Bajos, 12 de septiembre de 1972) es un baterista y productor musical neerlandés. Es reconocido por haber sido baterista de la banda de metal sinfónico neerlandesa Within Temptation entre los años 2002-2010.
Durante los años 90s, Stephen formó parte de bandas como Acadia y Paralysis. En el año 2000 colaboró con la banda Within Temptation como ingeniero de sonido para el álbum Mother Earth. Cuando el baterista de ese entonces, Ivar de Graaf abandona la banda, Stephen ingresa a la formación oficial y cinco días más tarde realiza su primera aparición en concierto con ellos en el festival alemán Rock Im Park. Además fue baterista del proyecto Ambeon de Arjen Anthony Lucassen, emitiendo el álbum de estudio Fate of a Dreamer.
En marzo del año 2000, Stephen anunció en el sitio web oficial de Within Temptation que abandonaría la banda tras su gira programada en abril del mismo año, con el fin de dedicarse en la formación de su nueva banda My Favorite Scar. Permaneció en esta banda hasta el año 2012, saliendo de la agrupación para dedicarse a la producción musical en Swampmusic Studio.

## Discografía

### conWithin Temptation
Álbumes de estudio
- The Silent Force (2004)
- The Heart of Everything (2007)

EP
- The Howling (2007)

### Con Paralysis
Álbumes de estudio
- Visions (1994)
- Architecture of the Imagination (2000)

EP
- Arctic Sleep (1991)
- Wonderland (1996)

### Con Ambeon
Álbumes de estudio
- Fate of a Dreamer (2001)

### ConOrphanage
Demos
- Morph (1993)
- Druid (1994)